# Sälischlössli

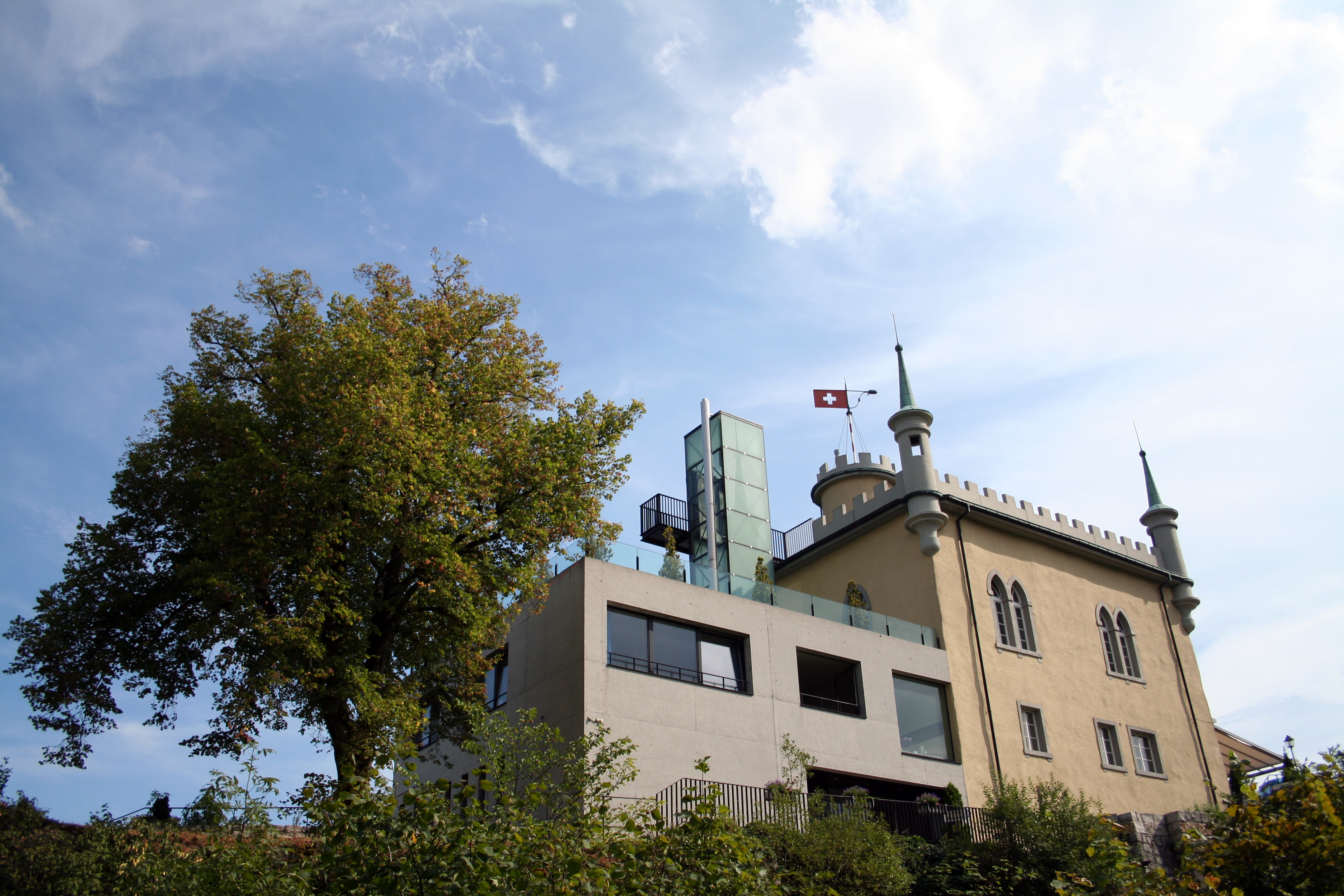
Sälischlössli

Das Sälischlössli (früher auch Neu-Wartburg oder Schloss Wartburg-Säli) ist ein Schlösschen mit Ausflugsrestaurant in Starrkirch-Wil bei Olten in der Schweiz, das 1870/71 durch den Ausbau einer Burgruine entstanden ist. Das Gebäude befindet sich auf einer Plattform mit Terrasse und präsentiert sich als romantisierender Wohnturm-Kubus mit Zinnenkranz und Erkertürmchen sowie einem schlanken Treppenturm. Die Burgruine von um 1260 und das Restaurant von 1870 stehen als B-Objekt unter kantonalem Denkmalschutz.

## Geschichte

Reste des Vorgängerbaus, der Neu-Wartburg: Zugangstreppe, Burgtor, Aufgang und Wohnturm.

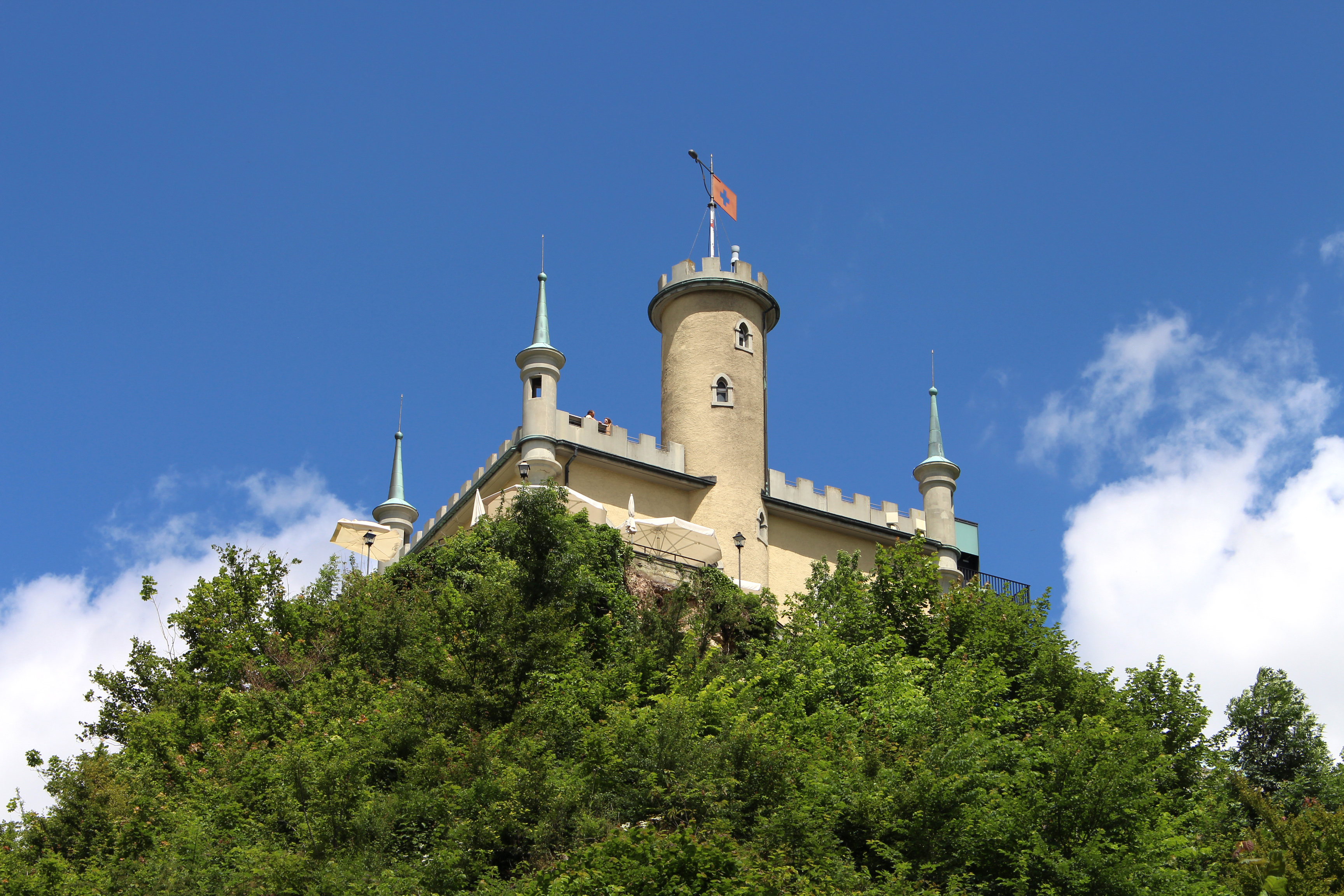
Blick zum heutigen Sälischlössli

Um das Jahr 1260 liessen die Herren von Ifenthal, ein Ministerialengeschlecht im Dienste der Grafen von Frohburg, auf dem Engelberg hoch über dem Aaretal die Burg Neu-Wartburg errichten. Etwa 150 Meter weiter südlich war rund ein halbes Jahrhundert zuvor die Alt-Wartburg entstanden. Der Neubau stand wohl im Zusammenhang mit der Spaltung in zwei Linien der Ifenthaler. Mitte des 14. Jahrhunderts gelangte die Neu-Wartburg in den Besitz der mit ihnen verwandten Herren von Büttikon, ab 1379 gehörte sie den Hallwylern.
Als die Eidgenossen im Jahr 1415 den Aargau eroberten, brannten Berner Truppen die beiden Wartburgen nieder. Die Hallwyler liessen die Alt-Wartburg verfallen, die Neu-Wartburg hingegen wieder instandstellen. 1539 erwarb die Stadt Solothurn die Neu-Wartburg mitsamt zugehöriger Herrschaft von den Hallwylern. Von 1547 bis 1846 wurde die Neu-Wartburg als Feuerwacht genutzt. Der volkstümliche Name Sälischlössli stammt von der Feuerwächterfamilie Sali, die bis 1774 im Amt war. Die Burg verfiel zusehends und wurde 1863 von der Bürgergemeinde Olten ersteigert.
Auf Initiative von Niklaus Riggenbach entstand 1869 der «Säliclub», der den Wiederaufbau der Ruine zum Ziel hatte. Nach Plänen von Paul Reber wurde 1870/71 das Sälischlössli errichtet, dem damaligen Modegeschmack entsprechend und ohne Rücksicht auf die bestehende Bausubstanz in einem historisierenden, spätklassizistischen Picturesque-Stil. Während des Zweiten Weltkriegs befand sich im Sälischlössli ein Fliegerbeobachtungsposten.
In den Jahren 2001 bis 2003 wurde das Restaurant von Anton Mosimann betrieben. Seit 2006 kann man sich in mehreren Schlössern im Kanton Solothurn auch standesamtlich trauen lassen. Eines dieser Schlösser ist das Sälischlössli. Seit März 2016 ist das Sälischlössli, nachdem es vorübergehend geschlossen war, jeweils wieder von Mittwoch bis Sonntag geöffnet.